# Łódź (powiat gostyński)
Łódź – osada w Polsce położona w województwie wielkopolskim, w powiecie gostyńskim, w gminie Piaski, w sołectwie Bodzewo.
W okresie Wielkiego Księstwa Poznańskiego (1815-1848) miejscowość wzmiankowana jako folwark Łódź należała do wsi większych w ówczesnym pruskim powiecie Kröben (krobskim) w rejencji poznańskiej. Łódź należała do okręgu gostyńskiego tego powiatu i stanowiła część majątku Bodzewo, którego właścicielem był wówczas (1846) Kaulfus. Według spisu urzędowego z 1837 roku wieś liczyła 124 mieszkańców, którzy zamieszkiwali 11 domostw.
W latach 1975–1998 miejscowość administracyjnie należała do województwa leszczyńskiego.